# Mayra Dias Gomes
Mayra Dias Gomes (Rio de Janeiro, 15 de dezembro de 1987) é uma jornalista brasileira.

## Biografia
Filha do dramaturgo baiano Dias Gomes com a atriz catarinense Bernadeth Lyzio. É afilhada de Jorge Amado e Zélia Gattai.
Mayra Dias Gomes nasceu no Rio de Janeiro e estudou na Escola Americana do Rio de Janeiro até os 15 anos de idade.
Mayra cresceu em um ambiente de literatura, teatro e televisão, e começou a escrever ainda na infância. Escreveu em diários desde os oito anos de idade até os quinze, quando passou a escrever um blog na internet. Durante a infância, suas atividades preferidas eram escrever e produzir roteiros e peças, e escrever músicas. 

### Fugalaça
Mayra Dias Gomes escreveu seu primeiro livro de autoficção, Fugalaça, em 2007 aos 17 anos. Aos 19, foi publicado pela Editora Record. Fugalaça foi escrito durante a fase de depressão de Mayra, que revelou ter sofrido uma catarse. A obra se tornou um fenômeno underground brasileiro e um instântaneo retrato sobre uma geração imediatista e incapaz de lidar com frustrações. Satine, a personagem principal, é o alterego da autora, que assim como sua narradora, sofreu com a morte repentina do pai durante a pré-adolescência e se envolveu em um mundo de drogas, paixões obsessivas, e rock. A orelha do livro é assinada pela escritora Fernanda Young.
Em 2014, Fugalaça foi lançado na Feira de Livros de Frankfurt, na Alemanha, pela editora Arara-Verlag, sob o título "Brazilian Underground: Die Geschichte von Satine".

### Repórter
Após o sucesso de sua primeira obra, Mayra tornou-se repórter musical do jornal Folha de S.Paulo e mais tarde colunista quinzenal do caderno Folhateen. Sua coluna "Na Estrada" era um relato gonzo de suas aventuras nos bastidores do rock'n'roll. Em 2011 ela começou a escrever também sobre cinema pra a Folha Ilustrada, onde publicou entrevistas com o elenco de Twilight, The Hunger Games e Mad Men, entre outros.
Foi colaboradora e apresentadora do site Spin Earth, da revista norte-americana Spin, e já publicou textos na Teen Vogue, Isto É Gente, Viagem e Turismo, Época, Capricho e Sexy. Escreveu a sessão "Gente e Histórias" da revista Contigo!, onde contava a história de imigrantes brasileiros nos Estados Unidos, foi colaboradora de literatura do programa Notícias MTV, e colaborou com a Rolling Stone Brasil - onde publicou uma matéria com o americano Damien Echols, um dos garotos falsamente acusados e condenados pelo assassinato de três crianças, e também entrevistou com Arnold Schwarzenegger, Jennifer Lawrence, Woody Harrelson e Jesse Eisenberg -  e o canal VH1 Brasil.
Em 2014, Mayra publicou uma matéria na revista Glamour, em que revelou ter sido abusada sexualmente aos 15 anos de idade.
Em Hollywood, Mayra cobriu estreia de New Moon para o TV Fama e o Academy Awards ao lado do Dr. Robert Rey.
Também faz entrevistas de cinema para a UOL, onde publicou entrevistas com Vin Diesel, Tina Fey, Whoopi Goldberg, e os Muppets, entre outros.

### Mil e Uma Noites de Silêncio
Em seu segundo livro, Mil e Uma Noites de Silêncio, a autora mergulhou na ficção para narrar a história de Clara, uma moça solitária em busca de um laço humano. Abandonada pelos pais biológicos, largada pelo noivo no altar e órfã da mãe adotiva, Clara é uma garota em negativo. Vive uma existência suspensa, na qual os dias se arrastam sem motivação e o cotidiano é um ritual sem sentido. Marcada pelos abandonos que sofreu, é incapaz de se integrar na sociedade e coleciona noites insones.Quando enfrenta uma nova decepção amorosa, ela decide tomar as rédeas de sua vida e parte para a inóspita e sombria Bangônia, em busca de uma antiga e idealista amiga. Lá, além de Camille, Clara se depara com um mundo tresloucado de prostituição, tráfico e glam rock, reencontrando também sua própria juventude perdida e rompendo seus tabus. Santiago Nazarian assina a orelha desta vez.

### Dias Gomes
Em 2012, Mayra Dias Gomes lançou seu terceiro livro "Dias Gomes" ao lado da irmã Luana Dias Gomes e da mãe Bernadeth Lyzio. O livro traz entrevistas marcantes que o dramaturgo Dias Gomes deu durante sua vida e mostra a evolução de suas ideias, refletindo também as mudanças que ocorreram no Brasil.

### Finalmente Famosa
Em 2015, Mayra lançou seu novo livro, "Finalmente Famosa", um suspense baseado em um assassinato real que ocorreu no prédio onde Mayra morava em Hollywood.

### Ensaios com Jorge Bispo
Em agosto de 2009 a escritora participou de um ensaio sensual publicado pela revista Playboy. Mayra foi fotografada por Jorge Bispo. Em setembro de 2007 a escritora já tinha realizado um ensaio com Bispo, então pela revista VIP.
Em 2010, posou nua para a edição de junho da revista Sexy. O ensaio foi feito em Hollywood, na estrada para Las Vegas e no deserto de Nevada.

### Personalidade
Mayra Dias Gomes aparece no clipe "Mal Estar" da banda paulistana Bastardz e também em "Hustler Girl", do cantor Supla. Em 2011, foi estrela da campanha do Los Angeles Brazilian Film Festival em Hollywood  e participou do filme Hollywood Sex Wars. Mayra foi uma das celebridades convidadas para o baile de gala dos Fuzileiros Navais dos Estados Unidos. Outras celebridades convidadas foram Justin Timberlake e Mila Kunis. Em 2013, ela posou para a campanha de sapatos do estilista Fernando Pires.

### Vida pessoal
Em 2010 Mayra casou-se com o ator e músico canadense Coyote Shivers em Las Vegas e foi levada ao altar por Barbara Ramone, viúva de Dee Dee Ramone.  Separou-se em 2018.

### Wrestling
Em dezembro de 2018, Mayra estreou em professional wrestling, tornando-se membro da National Wrestling Alliance, e assumindo o papel de May Valentine, namorada do lutador Royce Isaacs, no programa de luta-livre NWA Powerrr. Mayra foi treinada pela escola Future Stars of Wrestling em Las Vegas e por Royce Isaacs.

## Livros publicados
- Fugalaça (2007)
- Mil e Uma Noites de Silêncio (2009)
- Dias Gomes (2012)
- Finalmente Famosa (2015)